# Distrito de Mirzapur
Mirzapur (en hindi; मीरज़ापुर ज़िला, urdu; مرزا پور ضلع) es un distrito de India en el estado de Uttar Pradesh. Código ISO: IN.UP.MI.
Comprende una superficie de 4 521 km².
El centro administrativo es la ciudad de Mirzapur.

## Demografía
Según censo 2011 contaba con una población total de 2 494 533 habitantes.